# جزیره آدسیز
جزیره آدسیز (به ترکی آذربایجانی: Adsız ada) یا جزیره داش‌لی (به ترکی آذربایجانی: Daşlı ada) یا جزیره بزیمیانی (روسی: Безымянный) (به معنی بی‌نام) جزیره‌ای در سواحل جمهوری آذربایجان در دریای کاسپین است.

## جغرافیا
جزیره آدسیز جزیره‌ای کوچک به درازای ۰.۱ (بیشینه) که ۴.۵ کیلومتر تا انتهای جنوب‌شرقی جزیره سنگی مغان فاصله دارد و در ۱۷.۵ کیلومتری شرق نزدیک‌ترین ساحل سرزمین اصلی فاصله دارد. برخی از سنگ‌های کوچک جدا شده در شرق و شمال‌شرقی این جزیره پراکنده شده‌اند.
اگرچه این جزیره از نظر جغرافیایی از باکو خیلی دور است اما بخشی از مجمع‌الجزایر باکو به شمار می‌آید.